# National Football League 2010s All-Decade Team
Das National Football League 2010s All-Decade Team (NFL 2010s All-Decade Team) ist eine Liste der besten American-Football-Spieler der NFL-Spielzeiten 2010 bis 2019. Aufnahmeberechtigt sind Spieler oder Trainer, die in dieser Zeit aktiv waren. Die Liste wurde am 6. April 2020 veröffentlicht.
Tom Brady, Julius Peppers, Shane Lechler, Devin Hester und Bill Belichick waren bereits Mitglied im 2000s All-Decade Team.

## Das Team
Hinweis 1: Es werden nur Mannschaften angegeben, für die ein Spieler in der Zeit von 2010 bis 2019 im Roster für ein Pflichtspiel gestanden hat.

Hinweis 2: Ist unter "Hall of Fame?" eine Jahreszahl in der Form "e-2023" angegeben, bezeichnet dies das Jahr, in dem der Spieler frühestens aufnahmeberechtigt (e-ligible) ist.

Hinweis 3: * kennzeichnet eine einstimmige Wahl.

### Offense
| Position         | Player                                                                                           | Hall of Fame? |
| ---------------- | ------------------------------------------------------------------------------------------------ | ------------- |
| Quarterback      | Tom Brady* (New England Patriots)                                                                | e-2028        |
| Quarterback      | Aaron Rodgers (Green Bay Packers)                                                                | Aktiv         |
| Runningback      | Frank Gore (San Francisco 49ers, Indianapolis Colts, Miami Dolphins, Buffalo Bills)              | e-2026        |
| Runningback      | Marshawn Lynch (Buffalo Bills, Seattle Seahawks, Oakland Raiders)                                | Nein          |
| Runningback      | LeSean McCoy (Philadelphia Eagles, Buffalo Bills, Kansas City Chiefs)                            | e-2026        |
| Runningback      | Adrian Peterson* (Minnesota Vikings, New Orleans Saints, Arizona Cardinals, Washington Redskins) | e-2027        |
| Wide Receiver    | Antonio Brown (Pittsburgh Steelers, Oakland Raiders, New England Patriots)                       | e-2027        |
| Wide Receiver    | Larry Fitzgerald (Arizona Cardinals)                                                             | e-2026        |
| Wide Receiver    | Calvin Johnson (Detroit Lions)                                                                   | Ja            |
| Wide Receiver    | Julio Jones (Atlanta Falcons)                                                                    | e-2029        |
| Tight End        | Rob Gronkowski (New England Patriots)                                                            | e-2027        |
| Tight End        | Travis Kelce (Kansas City Chiefs)                                                                | Aktiv         |
| Flex             | Darren Sproles (San Diego Chargers, New Orleans Saints, Philadelphia Eagles)                     | Nein          |
| Offensive Tackle | Jason Peters (Philadelphia Eagles)                                                               | e-2029        |
| Offensive Tackle | Tyron Smith (Dallas Cowboys)                                                                     | e-2030        |
| Offensive Tackle | Joe Staley (San Francisco 49ers)                                                                 | Nein          |
| Offensive Tackle | Joe Thomas* (Cleveland Browns)                                                                   | Ja            |
| Guard            | Jahri Evans (New Orleans Saints, Green Bay Packers)                                              | Nein          |
| Guard            | Logan Mankins (New England Patriots, Tampa Bay Buccaneers)                                       | ein           |
| Guard            | Zack Martin (Dallas Cowboys)                                                                     | e-2030        |
| Guard            | Marshal Yanda* (Baltimore Ravens)                                                                | Nein          |
| Center           | Alex Mack (Cleveland Browns, Atlanta Falcons)                                                    | e-2027        |
| Center           | Maurkice Pouncey (Pittsburgh Steelers)                                                           | e-2026        |

### Defense
| Position         | Player                                                                                         | Hall of Fame? |
| ---------------- | ---------------------------------------------------------------------------------------------- | ------------- |
| Defensive End    | Calais Campbell (Arizona Cardinals, Jacksonville Jaguars)                                      | Aktiv         |
| Defensive End    | Cameron Jordan (New Orleans Saints)                                                            | Aktiv         |
| Defensive End    | Julius Peppers (Chicago Bears, Green Bay Packers, Carolina Panthers)                           | Ja            |
| Defensive End    | J. J. Watt* (Houston Texans)                                                                   | e-2028        |
| Defensive Tackle | Geno Atkins (Cincinnati Bengals)                                                               | e-2026        |
| Defensive Tackle | Fletcher Cox (Philadelphia Eagles)                                                             | e-2029        |
| Defensive Tackle | Aaron Donald* (St. Louis/Los Angeles Rams)                                                     | e-2029        |
| Defensive Tackle | Ndamukong Suh (Detroit Lions, Miami Dolphins, Los Angeles Rams, Tampa Bay Buccaneers)          | e-2028        |
| Linebacker       | Chandler Jones (New England Patriots, Arizona Cardinals)                                       | Aktiv         |
| Linebacker       | Luke Kuechly (Carolina Panthers)                                                               | Nein          |
| Linebacker       | Khalil Mack (Oakland Raiders, Chicago Bears)                                                   | Aktiv         |
| Linebacker       | Von Miller* (Denver Broncos)                                                                   | Aktiv         |
| Linebacker       | Bobby Wagner (Seattle Seahawks)                                                                | Aktiv         |
| Linebacker       | Patrick Willis (San Francisco 49ers)                                                           | Ja            |
| Cornerback       | Patrick Peterson (Arizona Cardinals)                                                           | e-2029        |
| Cornerback       | Darrelle Revis (New York Jets, Tampa Bay Buccaneers, New England Patriots, Kansas City Chiefs) | Ja            |
| Cornerback       | Richard Sherman (Seattle Seahawks, San Francisco 49ers)                                        | e-2027        |
| Defensive Back   | Chris Harris Jr. (Denver Broncos)                                                              | e-2028        |
| Defensive Back   | Tyrann Mathieu (Arizona Cardinals, Houston Texans, Kansas City Chiefs)                         | e-2030        |
| Safety           | Eric Berry (Kansas City Chiefs)                                                                | Nein          |
| Safety           | Earl Thomas (Seattle Seahawks, Baltimore Ravens)                                               | Nein          |
| Safety           | Eric Weddle (San Diego Chargers, Baltimore Ravens, Los Angeles Rams)                           | e-2027        |

### Special teams
| Position      | Player                                                                                          | Hall of Fame? |
| ------------- | ----------------------------------------------------------------------------------------------- | ------------- |
| Kicker        | Stephen Gostkowski (New England Patriots)                                                       | e-2026        |
| Kicker        | Justin Tucker* (Baltimore Ravens)                                                               | e-2030        |
| Punter        | Johnny Hekker (St. Louis/Los Angeles Rams)                                                      | Aktiv         |
| Punter        | Shane Lechler (Oakland Raiders, Houston Texans)                                                 | Nein          |
| Kick Returner | Devin Hester (Chicago Bears, Atlanta Falcons, Baltimore Ravens, Seattle Seahawks)               | Ja            |
| Kick Returner | Cordarrelle Patterson (Minnesota Vikings, Oakland Raiders, New England Patriots, Chicago Bears) | e-2030        |
| Punt Returner | Tyreek Hill (Kansas City Chiefs)                                                                | Aktiv         |
| Punt Returner | Darren Sproles (San Diego Chargers, New Orleans Saints, Philadelphia Eagles)                    | Nein          |

### Trainer
| Position | Name                                  | Hall of Fame? |
| -------- | ------------------------------------- | ------------- |
| Trainer  | Bill Belichick (New England Patriots) | e-2029        |
| Trainer  | Pete Carroll (Seattle Seahawks)       | Aktiv         |